# ریکاردو بوسکتس
ریکاردو بوسکتس (به انگلیسی: Ricardo Busquets) (زادهٔ ۳ اکتبر ۱۹۷۴) شناگر اهل پورتوریکو است.